# The Marginal Service
The Marginal Service es una serie de televisión de anime original animada por el estudio 3Hz y producida por Cygames.
Se emitió entre abril y junio de 2023, contando con 12 episodios.

## Argumento
Un día, la Tierra fue atacada por alienígenas. Quien salvó a la devastada Fuerza Aérea de Autodefensa fue una legendaria criatura con rostro humano. Desde ese momento, el ejército se dio cuenta de que habían coexistido desde hace tiempo con estos seres, por lo que se les dio el nombre de «Hombres de la frontera» y se les puso bajo vigilancia.
Años más tarde, con el mundo sumido en el caos debido a unos misteriosos ataques terroristas, se crea una organización para tomar medidas contra los delitos que tienen que ver con los «Hombre de la frontera» y que tiene el deber de ocultar su existencia al mundo.

## Personajes
Brian Nightraider (ブライアン・ナイトレイダー Buraian Naitoreidā?)
 Seiyū: Mamoru Miyano
Zeno Stokes (ゼノ・ストークス Zeno Sutōkusu?)
 Seiyū: Toshiyuki Morikawa
Bolts Dexter (ボルツ・デクスター Borutsu Dekusutā?)
 Seiyū: Tomokazu Sugita
Robin Timbert (ロビン・ティンバート Robin Tinbāto?)
Seiyū: Yūichi Nakamura
Lyra Candeyheart (ライラ・キャンディハート Raira Kyandihāto?)
 Seiyū: Kaori Nazuka
Cyrus N. Kuga (サイラス・N・空閑 Sairasu N Kuga?)
 Seiyū: Hiro Shimono
Theodore Tompson (セオドア・トンプソン Seodoa Tonpuson?)
 Seiyū: Shin-ichiro Miki
Peck Desmont (ペック・デズモント Pekku Dezumonto?)
 Seiyū: Koki Uchiyama
Rubber Suit (ラバー・スーツ Rabā Sūtsu?)
 Seiyū: Yuma Uchida

## Producción y lanzamiento
Esta serie fue creada por el estudio 3Hzy producido por Cygames. Está dirigida por Masayuki Sakoi y escrita por Kenta Ihara, con Yoshio Kosakai diseñando los personajes y Yūsuke Seo componiendo la música. Se estrenó el 12 de abril de 2023 en NTV y otras redes. El tema de apertura es "Quiet explosion" de Mamoru Miyano, mientras que el tema de cierre es "Salt & Sugar" de Yuma Uchida. Crunchyroll obtuvo la licencia de la serie fuera de Asia.